# Holque
 Holque  (en neerlandés Holke) es una población y comuna francesa, en la región de Norte-Paso de Calais, departamento de Norte, en el distrito de Dunkerque y cantón de Bourbourg.

## Demografía
| 579 | 558 | 555 | 812 | 883 | 894 |
| Para los censos de 1962 a 1999 la población legal corresponde a la población sin duplicidades (Fuente: INSEE [Consultar]) |     |     |     |     |     |